# Days of Wine and Roses
Days of Wine and Roses (bra: Vício Maldito; prt: Escravos do Vício) é um filme estadunidense de 1962, do gênero drama romântico, dirigido por Blake Edwards.

## Sinopse
Devido a pressões no trabalho um publicitário acaba bebendo cada vez mais e leva sua esposa ao alcoolismo também.

## Elenco
- Jack Lemmon .... Joe Clay
- Lee Remick .... Kirsten Arnesen Clay
- Charles Bickford .... Ellis Arnesen
- Jack Klugman .... Jim Hungerford
- Alan Hewitt .... Rad Leland
- Tom Palmer .... Ballefoy
- Debbie Megowan .... Debbie Clay
- Maxine Stuart .... Dottie
- Jack Albertson

## Prêmios e indicações
| Prêmio             | Categoria                               | Recipiente                                              | Resultado |
| ------------------ | --------------------------------------- | ------------------------------------------------------- | --------- |
| Oscar 1963         | Melhor canção original                  | Johnny Mercer, Henry Mancini ("Days of Wine and Roses") | Venceu    |
| Oscar 1963         | Melhor ator                             | Jack Lemmon                                             | Indicado  |
| Oscar 1963         | Melhor atriz                            | Lee Remick                                              | Indicado  |
| Oscar 1963         | Melhor direção de arte - preto e branco | Joseph Wright, George James Hopkins                     | Indicado  |
| Oscar 1963         | Melhor figurino - preto e branco        | Don Feld                                                | Indicado  |
| Globo de Ouro 1963 | Melhor filme - drama                    | Martin Manulis                                          | Indicado  |
| Globo de Ouro 1963 | Melhor direção                          | Blake Edwards                                           | Indicado  |
| Globo de Ouro 1963 | Melhor atriz - drama                    | Lee Remick                                              | Indicado  |
| Globo de Ouro 1963 | Melhor ator - drama                     | Jack Lemmon                                             | Indicado  |
| BAFTA 1964         | Melhor filme                            | Martin Manulis                                          | Indicado  |
| BAFTA 1964         | Melhor atriz estrangeira                | Lee Remick                                              | Indicado  |
| BAFTA 1964         | Melhor ator estrangeiro                 | Jack Lemmon                                             | Indicado  |